# イザベラ・フォン・エスターライヒ (1888-1973)
イザベラ・マリア・テレジア・クリスティーネ・オイゲーニエ・フォン・エスターライヒ（Isabella Maria Theresia Christine Eugenie Erzherzogin von Österreich, 1888年11月17日 - 1973年12月6日）は、オーストリア皇帝家の分家テシェン公爵家の公女で、バイエルン王子ゲオルクの妻。夫と結婚後1年足らずで離婚し、世人を驚かせた。

## 生涯
テシェン公爵家の当主フリードリヒ大公とその妻でクロイ公爵家の公女であるイザベラの間の第7子、七女として生まれた。1912年2月10日、ウィーンのシェーンブルン宮殿においてバイエルン王子ゲオルクと結婚した。ゲオルクはオーストリア皇帝フランツ・ヨーゼフ1世の外孫であり、イザベラはこの結婚によって老皇帝の義理の孫娘となった。しかし夫妻はウェールズ、パリ、アルジェをめぐる新婚旅行から戻るとすぐに別居し、1913年1月17日にバイエルンの裁判所によって2人の結婚解消が認められた。同年3月5日に教皇庁も2人の婚姻無効を宣言した。
離婚後はハプスブルク家の他の未婚の大公女のように修道院に入るかと思われたが、1913年にウィーンの病院で看護婦になるための訓練を受け、第一次世界大戦ではオーストリア＝ハンガリー（二重帝国）軍で従軍看護婦として働いた。その際、軍医のパウル・アルブレヒト（Paul Albrecht、1873年 - 1926年）と恋仲になり、結婚を望んだが、フランツ・ヨーゼフ1世に再婚を厳しく禁じられた。その後は独身を通し、1973年にスイスで死去した。